# Rubus divaricatus
Rubus divaricatus — вид квіткових рослин з родини трояндових (Rosaceae). Ареал: Франція, Велика Британія, Бельгія, Нідерланди, Німеччина, Данія, Швейцарія, Швеція, Чехія, Польща.
Вид відомий у Польщі з Нижньої Сілезії та Південної Великопольщі.